# Hotel Roter Adler

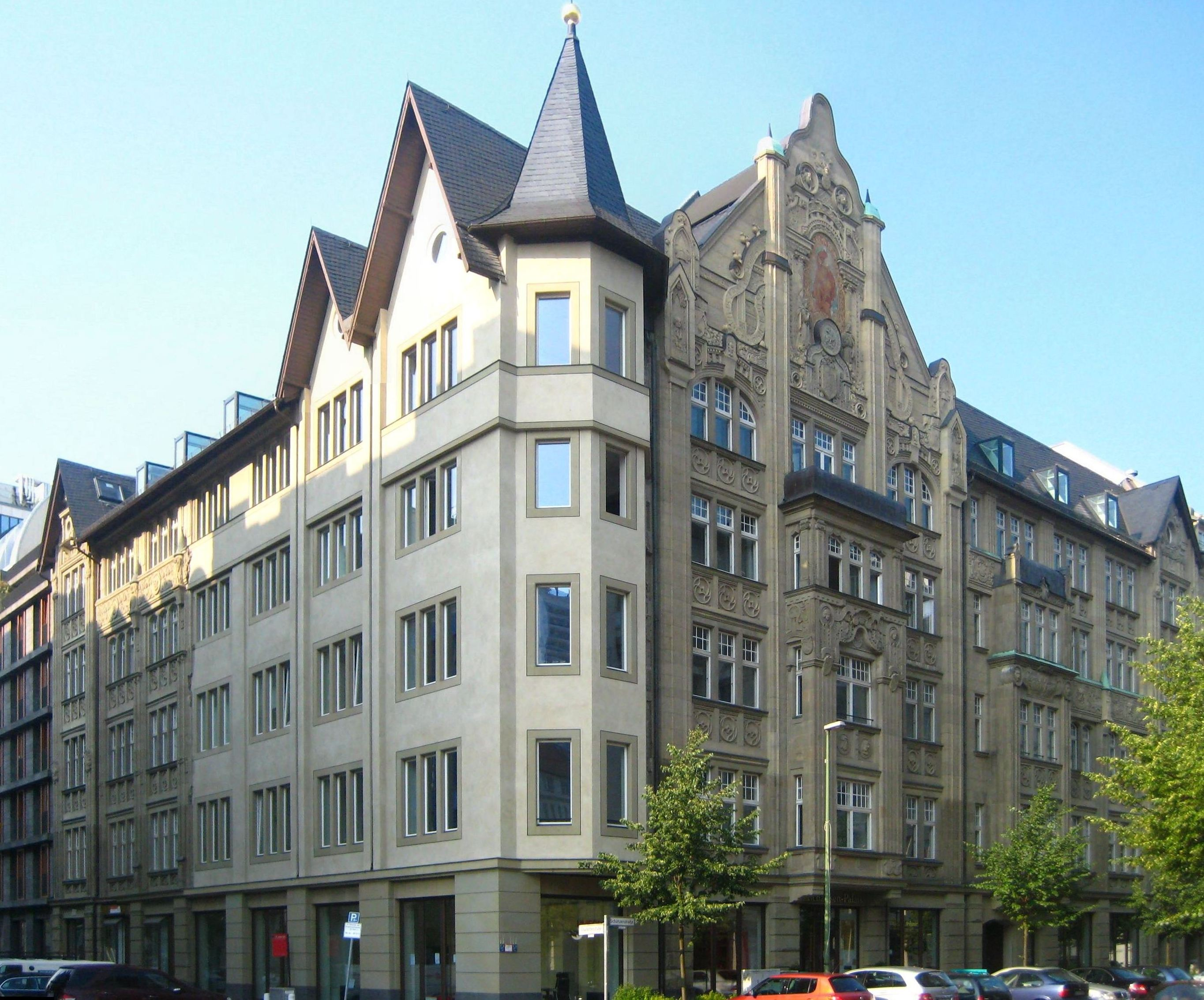
Hotel Roter Adler in der Schützenstraße 6 und 6A in Berlin-Mitte

Das Hotel Roter Adler ist ein denkmalgeschütztes Bauwerk in der Schützenstraße 6 und 6A im Berliner Ortsteil Mitte. Es wird gelegentlich auch nach dem Namen seines Architekten, Otto Michaelsen, als Michaelsen-Palais geführt und gilt als eines der „repräsentativsten Jugendstilgebäude“ in Mitte.

## Geschichte und Funktion des Gebäudes

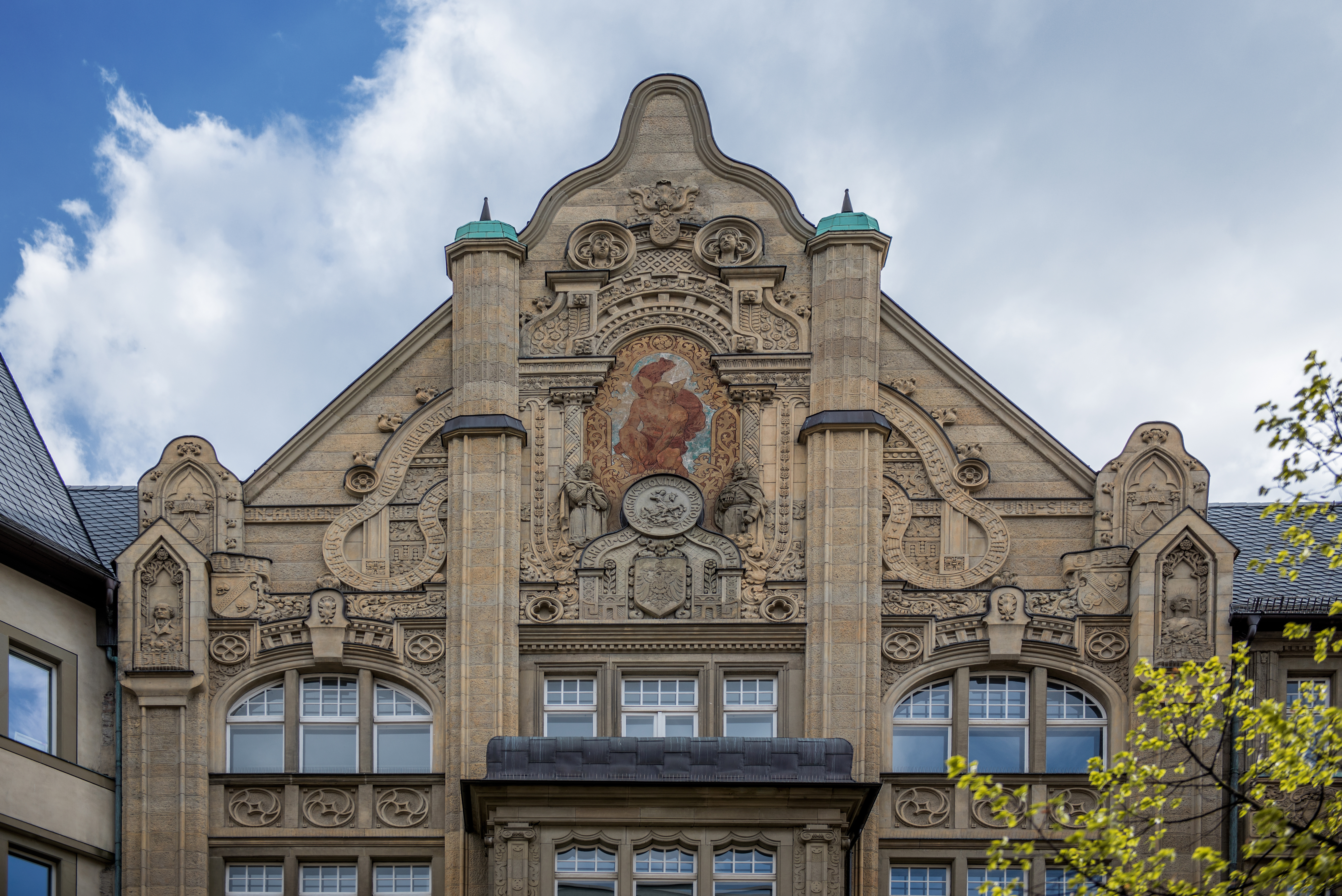
Schweifgiebel des Michaelsen-Palais mit Karl dem Großen und Wilhelm I.

Die Gegend im Quartier Schützenstraße ist durch eine auffällige Neubebauung der Jahre 1994 bis 1996 geprägt, die von Aldo Rossi bewusst gewählt wurde, um keine „monolithische Blockstruktur“ in dem vom Krieg stark gezeichneten Viertel aufkommen zu lassen. Als eines der wenigen erhaltenen Häuser sticht das in den Jahren 1903 und 1904 von Otto Michaelsen für den Kaufmann Emil Vogt gebaute Gebäude hervor. Die Fassade ist mit reichhaltigen patriotischen Elementen verziert: So sind über einem großen Giebel Kaiser Karl der Große sowie Wilhelm I. in einer Apotheose zu sehen. Dazwischen erkennt man ein Wappen mit dem Reichsadler sowie den Heiligen Georg, der den Erbfeind tötet, der in Form eines Drachen dargestellt ist. Über der Darstellung ist Hermes zu erkennen, der seine Flügel abstreift. Damit soll ausgedrückt werden, dass der ehrbare Kaufmann nach Deutschland zurückgekehrt ist. Neben dem Giebel sind die beiden Reichskanzler des 19. Jahrhunderts Heinrich Friedrich Karl vom und zum Stein und Otto von Bismarck zu sehen.
Die übrige Fassade ist mit floralen Motiven aus dem Jugendstil, Dekorationen aus dem Mittelalter sowie romanischen Flechtbandornamenten verziert. Sie reichen über die gesamte Fläche und beziehen auch die Fenster und Türen des Gebäudes mit ein.

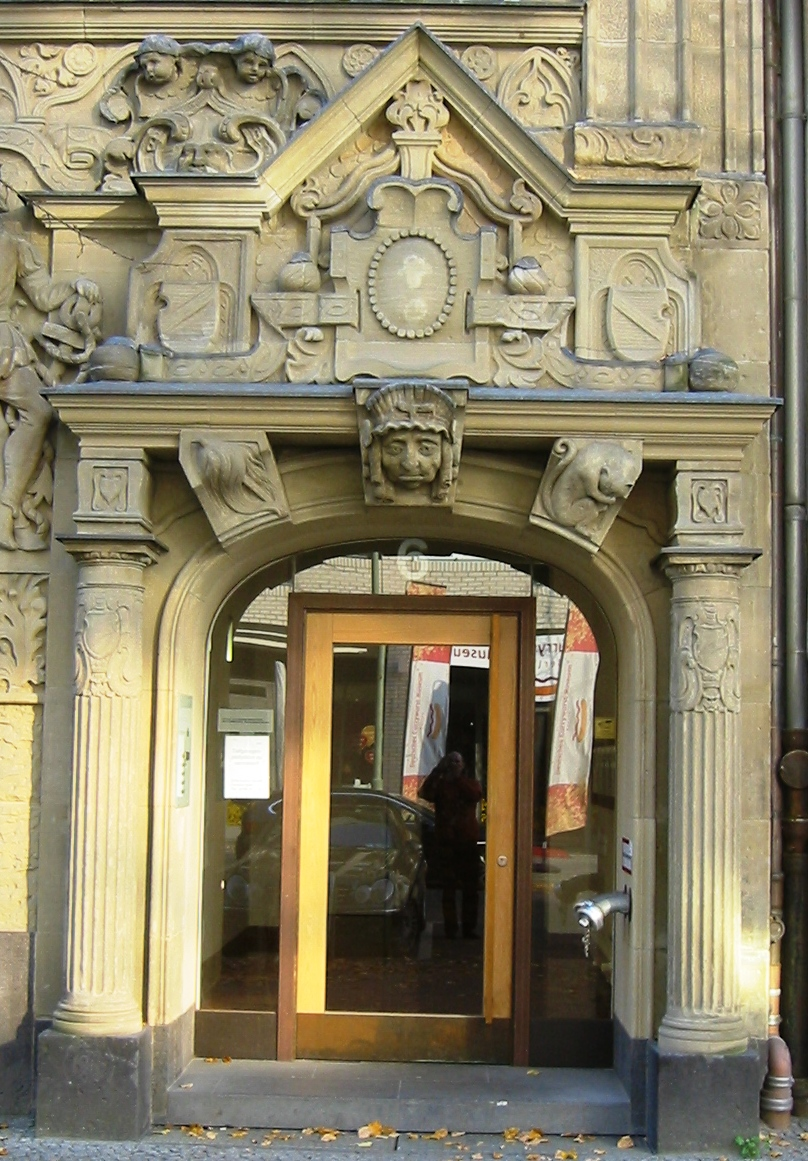
Eingangsportal

Vogt musste das Gebäude nur ein Jahr nach seiner Fertigstellung an die Winterthur-Versicherung verkaufen, die hier bis zum Krieg residierte. Anschließend erfolgte eine Nutzung als Sitz der Oberstaatsanwaltschaft, des Strafsenats des Kammergerichts sowie als Hotel. Im Zweiten Weltkrieg wurde das Gebäude schwer beschädigt, die Gebäudeecke zur Charlottenstraße gänzlich zerstört. Zur Zeit der DDR wurde es von Mitarbeitern des Tief- und Straßenbauamtes genutzt und nach der Wende 1990 von der Versicherung erneut beansprucht. Ein zunächst geplanter Abriss scheiterte an Vorgaben des Denkmalschutzes. 2001 erfolgte für rund 40 Millionen Mark ein Neuaufbau durch die Architekten Nalbach und Nalbach.